# Porunk hőse
A Porunk hőse (magyarul A kisvárosi hős címmel is megjelent, eredeti cím: Local Hero) 1983-ban bemutatott brit drámai vígjáték. Bill Forsyth írta és rendezte, a főbb szerepekben Burt Lancaster és Peter Riegert látható. Zenéjét (Going Home), amely talán még a filmnél is ismertebbé vált, Mark Knopfler szerezte.
A film pozitív kritikákat kapott és több BAFTA-díjra jelölték. Forsyth a legjobb rendezőnek járó BAFTA-díjat, valamint a nemzetközi és a New York-i kritikusok díját is átvehette. 

## Cselekmény
Mac MacIntyre egy hatalmas olajvállalat alkalmazottja, aki Felix Happer, főnöke és az olajtársaság igazgatója megbízásából egy kis skóciai faluba utazik, mivel Happer oda szeretné a legújabb olajfinomítóját építeni. MacIntyre feladata, hogy a helyi lakosságot megnyerje az ügynek. A városi léthez szokott férfi kezdetben nem igazán találja a helyét a nyugalmas tengerparti közegben, de nemsokára megszokja és megszereti a kistelepülés sajátosságait és kedves lakóit. A megbízás is láthatóan jól alakul, mivel a helyiek felkarolják a finomító tervét, ami számukra fejlődéssel és munkahelyekkel kecsegtet. Egyedül egy tengerparton éldegélő öregúr nem adná semmiért az otthonát, MacIntyre meg is érti, miért. Hozzá aztán maga Happer jön látogatóba és végül úgy tűnik mindenki megkapja, amit szeretne – kivéve MacIntyre-t, akit hazaküldenek, de az otthoni üres életében honvágya van a csendes, nyugodt hely után.

## Szereplők
| Színész              | Szerep                 | Magyar hang       |
| -------------------- | ---------------------- | ----------------- |
| Peter Riegert        | Mac MacIntyre          | Kassai Károly     |
| Burt Lancaster       | Felix Happer           | Bitskey Tibor     |
| Fulton Mackay        | Ben Knox               | Uri István        |
| Denis Lawson         | Gordon Urquhart        | Forgács Péter     |
| Norman Chancer       | Moritz                 | Szersén Gyula     |
| Peter Capaldi        | Danny Oldsen           | Bartucz Attila    |
| Rikki Fulton         | Geddes                 | Rosta Sándor      |
| Alex Norton          | Watt                   | Németh Gábor      |
| Jenny Seagrove       | Marina                 | Somlai Edina      |
| Jennifer Black       | Stella                 | Farkasinszky Edit |
| Christopher Rozycki  | Victor                 | Beregi Péter      |
| Christopher Asante   | Macpherson tiszteletes | Gesztesi Károly   |
| John Gordon Sinclair | Ricky                  |                   |
| Caroline Guthrie     | Pauline                |                   |
| John M. Jackson      | Cal                    | Wohlmuth István   |